# Alfred Borriglione

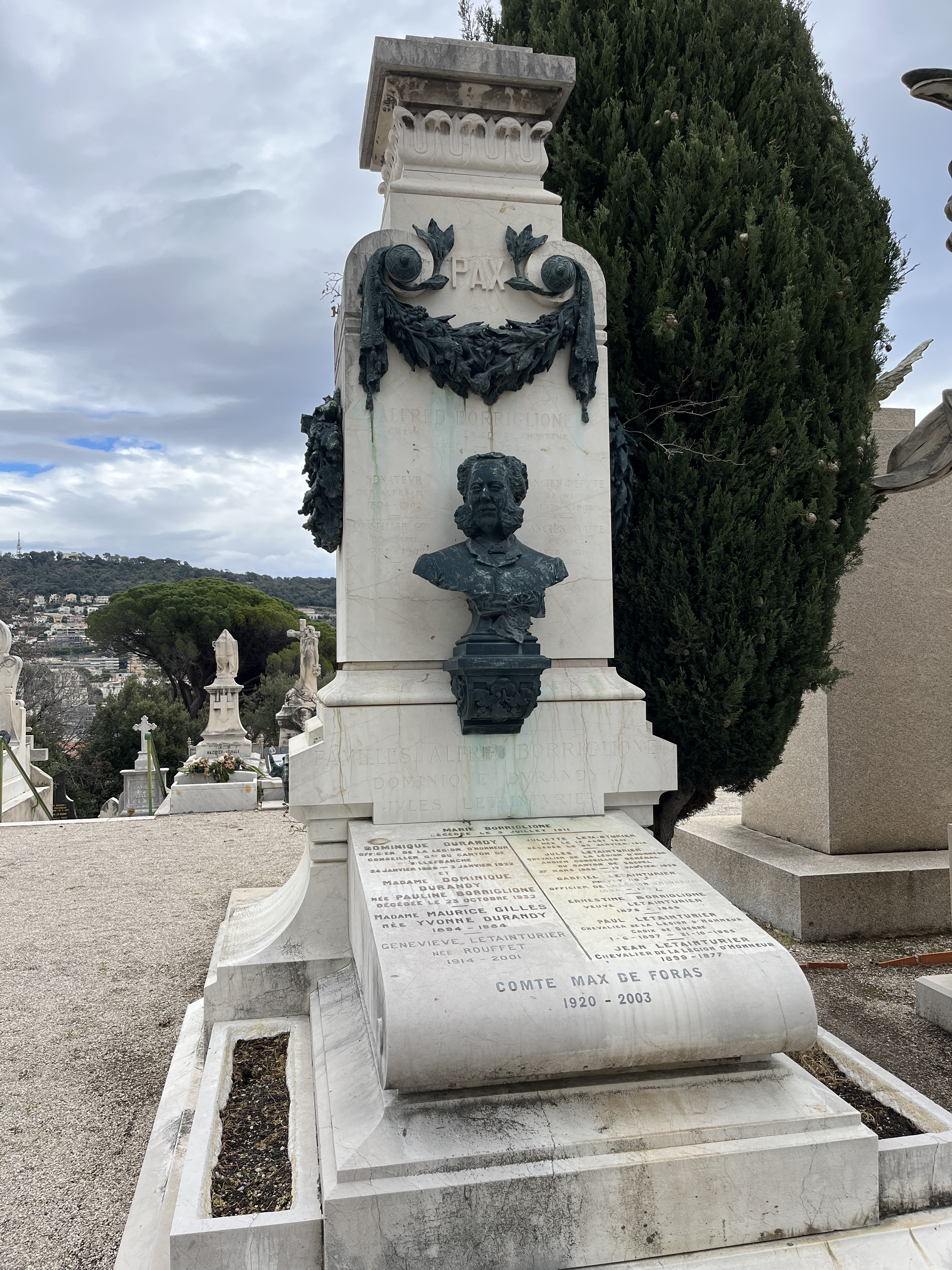
Sépulture d'Alfred Borriglione au cimetière du Château à Nice.

Alfred Borriglione, né le 17 février 1841 à Nice (alors province de Nice du royaume de Sardaigne) et mort le 29 août 1902 à Sospel, est un avocat et homme politique républicain français sous la Troisième République, conseiller général des Alpes-Maritimes à partir de 1871, maire de Nice de 1878 à 1886, député de 1876 à 1894 puis sénateur jusqu'à sa mort.
D'abord proche des séparatistes niçois au début des années 1870, il devient par la suite un républicain convaincu et le chef de file des opportunistes à Nice. Élu député de la première circonscription de Nice (Nice-ville) aux élections législatives de 1876, il signe le manifeste des 363. Il est élu maire de Nice à l'issue des élections municipales de 1878 et le reste durant huit ans au cours desquels il mène une politique de grands travaux. De plus en plus contesté à partir de 1884, il démissionne de son mandat de maire en 1886. Il reste néanmoins député — à partir de 1889 dans la deuxième circonscription de Nice (Nice-campagne) — avant d'être élu sénateur des Alpes-Maritimes en 1894.

## Famille, études et vie privée
Alfred Borriglione nait le 17 février 1841 à Nice, qui fait alors partie du royaume de Sardaigne, fils de l'avocat Giovanni Battista Borriglione né à Sospel, et de Teresa Durante. Il mène des études de droit à Turin, ou à Florence, puis à la faculté d’Aix-en-Provence après l'annexion du comté de Nice à la France. Inscrit au barreau de Nice en 1863, il devient un avocat renommé.
Il se marie en 1868 à Nice avec Marie Cauvin, fille de Joseph Pierre Cauvin, pharmacien. Ils ont deux enfants : Pauline Eugénie et Ernestine. Pauline Borriglione épouse en 1892 Dominique-Alexandre Durandy, fils de Joseph Durandy (président du conseil général des Alpes-Maritimes de 1882 à 1890),.

## Parcours politique

### Débuts séparatistes
Il commence sa carrière politique en étant proche des républicains français de Nice et s’oppose à l'Empire lors du plébiscite de 1870. Puis il se rapproche du « Comité niçois » créé en septembre 1870 en vue des élections législatives de février 1871 et qui souhaite alors le retour du comté de Nice à l'Italie ou au moins conserver le caractère italien de la ville, ainsi que la nomination exclusive de Niçois à la commission municipale. Il échoue aux élections législatives de février 1871, battu par la liste du préfet Marc Dufraisse favorisée par l'agrégation des voix entre arrondissements de l'ancien comté de Nice et arrondissement de Grasse,. Les résultats débouchant sur des manifestations, Marc Dufraisse fait arrêter les chefs de file séparatistes. Alfred Borriglione parvient à éviter l'arrestation et se réfugie à Gênes puis Florence où il reste jusqu'au 1er juillet 1871 malgré le non-lieu prononcé par la cour d'appel d'Aix-en-Provence à l'égard des séparatistes dès le 18 mars 1871. Entre-temps, il est élu sur la liste du Comité niçois menée par Auguste Raynaud aux élections municipales d'avril et mai 1871 à Nice, et est nommé premier adjoint de la ville. Il est également élu en octobre conseiller général dans le canton de Sospel lors des élections cantonales de 1871. Lors des élections législatives partielles de juillet 1871, il prône la révision du plébiscite de 1860 sur l'annexion du comté de Nice à la France, mais, bien qu'il arrive en tête dans l'ancien comté de Nice, il est à nouveau battu par les candidats républicains français.

### Ralliement à la Troisième République
Il opère par la suite progressivement un rapprochement avec le parti républicain français et se présente aux élections législatives de février 1876 en tant que candidat républicain. Lors de ce scrutin, il reçoit le soutien à la fois des républicains français et de l'aile libérale du Comité niçois, et, seul candidat, est élu député dans la première circonscription de Nice,. Homme de gauche modérée, Borriglione soutient après son ralliement à la République française Léon Gambetta et Jules Ferry, et siège au sein de l'Union républicaine de 1876 à 1881. Lors de la crise du 16 mai 1877, il est l'un des signataires du manifeste des 363. Les élections législatives d'octobre 1877 donnent lieu à la même configuration qu'en 1876, aux mêmes soutiens et à la même issue. Il vote contre la loi d'amnistie pour les communards en 1880.
À l'occasion des élections municipales de janvier 1878, il acte sa rupture avec le Comité niçois et rejoint la liste du Comité républicain de Nice qui est élue avec 61 % des suffrages. Il est le candidat qui obtient le plus de voix. L'universitaire Henri Courrière explique qu'avec ce scrutin « Borriglione réalise la synthèse entre une Troisième République libérale et girondine et un campanilisme niçois modéré » en rassemblant la « bourgeoisie niçoise libérale de gauche » et le parti républicain français. Il devient maire de Nice le 29 janvier 1878. 
Il fait partie du Cercle républicain des Alpes-Maritimes, une structure créée à Nice en juillet 1880 et qui rassemble les membres du parti républicain opportuniste du département.
Aux élections municipales de janvier 1881, à la tête de la liste du Comité central républicain, il arrive largement devant Gustave Féraud qui mène celle du Comité républicain indépendant, avec 7 336 voix contre 1 368 voix. Lors des élections législatives d'août 1881, il est à nouveau seul candidat dans la première circonscription de Nice. Durant la campagne, il affirme son opportunisme et son progressisme par opposition au radicalisme et s'engage à ne pas siéger dans le groupe de l'extrême gauche. Ses prises de position le classent néanmoins parmi l'aile gauche des modérés hormis sur les questions économiques et sociales où il se montre libéral et davantage proche de la Gauche républicaine de Jules Ferry. Ainsi, il est favorable à une réforme du Sénat, à l'épuration de la magistrature, à l'enseignement laïque, et à la séparation de l'Église et de l'État ; il vote en 1881 pour les lois en faveur de la liberté de réunion, de la liberté d’association et de la liberté de la presse, ainsi qu'en 1884 pour la loi autorisant le divorce.
Il est copropriétaire avec Léon Chiris du journal Le Petit Niçois.

### Contestation et déclin
La campagne des élections municipales de mai 1884 donne lieu à diverses polémiques et l'opposition à Alfred Borriglione grossit . Il est ainsi mis en cause dans plusieurs affaires immobilières (notamment dans le quartier de Riquier) et se voit reprocher les fortes dépenses engendrée par l'exposition internationale de Nice ainsi que la construction du casino municipal de Nice. Il est néanmoins réélu, sa liste du Comité républicain niçois obtenant 7 000 voix en moyenne contre 2 600 pour la liste du Comité républicain indépendant d'Albert Balestre. Cette contestation se poursuit lors des élections législatives d'octobre 1885, au scrutin de liste majoritaire dans l'ensemble du département, où il est réélu de peu. L'opposition dénonce la supposée corruption d'Alfred Borriglione, l'endettement de la ville, son soutien à l'expédition du Tonkin, et son cumul des mandats. Borriglione est néanmoins le seul élu du département au premier tour avec 54,55 % des voix contre 48,8 % pour Albert Balestre ou encore 45,71 % pour Raphaël Bischoffsheim. 
Alfred Borriglione s'appuie notamment sur l'électorat des quartiers populaires et du Vieux-Nice, rassemblant ce qui est alors appelé le « parti du riz » (aliment constituant la base de l'alimentation de cette population), par opposition au « parti du poivre » représentant un électorat plus conservateur et « provençalisant »,. Par ailleurs, il fait appel à des hommes de main comme agents électoraux qui sont surnommés les « turcos » et dont ses adversaires dénoncent la violence et la terreur qu'ils instaurent,. Selon Henri Courrière, cette référence au riz provient du risotto qui est servi lors des banquets organisés par Alfred Borriglione durant les campagnes électorales. Cette distinction entre parti du poivre et parti du riz prendra après le scrutin législatif de 1890. 
En 1886, treize conseillers municipaux niçois démissionnent. Des élections municipales partielles sont organisées le 18 avril 1886 pour remplacer les sièges vacants. La liste d'opposition au maire, du Comité républicain démocratique, menée par Albert Balestre et composée également entre autres de Jules Gilly, François Régis Alziari de Malaussène et Honoré Sauvan, rassemblant des radicaux, des modérés, des conservateurs, arrive largement en tête : Albert Balestre est le mieux élu avec 62,1 % des voix alors que le premier de la liste du maire du Comité républicain niçois, Lionel Allardi, recueille seulement 38,8 % des voix et n'est pas élu,. Alfred Borriglione donne alors sa démission de son mandat de maire mais conserve celui de député. Cette démission est suivie par celle de l'ensemble des conseillers municipaux provoquant des élections municipales anticipées qui ont lieu le 23 mai 1886 et qui aboutissent à la victoire de la seule liste candidate, celle de l'opposition, du Comité républicain démocratique, de tendance libérale-conservatrice. Jules Gilly devient maire de Nice, rapidement suivi de François Régis Alziari de Malaussène.
Lors des élections législatives de septembre 1889, il se présente cette fois dans la deuxième circonscription de Nice et est le seul candidat, ce qui laisser penser à un accord entre républicains opportunistes et anti-opportunistes. Réélu député, il démissionne néanmoins le 17 mars 1890 afin de se porter candidat à une élection législative partielle dans la première circonscription de Nice où Raphaël Bischoffsheim venait de voir son élection invalidée pour corruption électorale, ceci dans le but probable de reprendre pied électoralement à Nice avant de regagner la mairie. Il y affronte l'ancien boulangiste Flaminius Raiberti devant lequel il s'incline le 30 mars 1890 avec 47,36 % des suffrages contre 52,16 % pour son adversaire. Battu, il retourne alors dans la deuxième circonscription de Nice et se présente à l'élection législative partielle qui se tient à la suite de sa démission. Seul candidat, il est réélu député le 25 mai 1890.
Lors des élections législatives d'août 1893, comme bon nombre de républicains modérés, son discours se fait plus conservateur, notamment en raison du Ralliement auquel il se montre favorable, mais aborde également davantage la question sociale
. Seul candidat dans la deuxième circonscription de Nice, il est à nouveau réélu député.
Il est élu sénateur des Alpes-Maritimes lors des élections sénatoriales de janvier 1894 avec 355 voix sur 368 suffrages exprimés. En novembre 1895, il obtient du président du Conseil et ministre de l'Intérieur Léon Bourgeois l'interdiction du journal autonomiste italien Il Pensiero di Nizza.
Il tente de reconquérir la mairie de Nice lors des élections municipales de mai 1900 mais échoue face au maire sortant Honoré Sauvan avec 4 855 voix contre 8 295.
Il meurt en 1902 et est enterré au cimetière du Château à Nice.

## Réalisations à la tête de la ville de Nice
À la tête de la mairie de Nice, il mène une politique de grands travaux dans la ville. Il fait ainsi percer les boulevard Gambetta, Joseph-Garnier, Riquier, de Cimiez et du mont-Boron, et urbanise les nouveaux espaces créés par certaines de ces voies,. Il fait prolonger la promenade des Anglais, qu'il orne de palmiers, ainsi que le boulevard de l'Impératrice de Russie (actuels boulevards Stalingrad et Lech Walesa). Il fait édifier la gare de Nice-Riquier et le canal de la Vésubie. Il est également à l'origine de la construction du casino municipal de Nice sur le Paillon,. Il réhabilite certains îlots du Vieux-Nice et en pave certaines rues, et débute la mise en place d'un réseau d'égouts dans la ville,. C'est durant ses mandats municipaux que se produisent l'incendie de la Jetée-Promenade et celui du théâtre municipal (200  morts) qu'il fait remplacer par un nouveau théâtre correspondant à l'actuel Opéra de Nice. Il organise l'exposition internationale de Nice en 1883-1884.

## Personnalité
L'universitaire Henri Courrière le décrit comme « charismatique, bon orateur et habile (…) à la constitution de réseaux ». Paul Isoart le qualifie d'« avocat (…) à la parole facile et au verbe haut ».

## Hommages
Une avenue à Nice porte son nom. Elle est située dans le prolongement vers le nord de l'avenue François-Malausséna, elle même dans le prolongement de l'avenue Jean-Médecin, deux autres anciens maires de Nice. Une station de la ligne 1 du tramway de Nice, installée sur cette avenue, porte également son nom.

## Détail des mandats et fonctions

### Au Sénat
- 7 janvier 1894 – 29 août 1902 : sénateur des Alpes-Maritimes

### À la Chambre des députés
- 20 février 1876 – 15 janvier 1894 : député
  - élu dans la première circonscription de Nice entre 1876 et 1885
  - élu dans le département des Alpes-Maritimes entre 1885 et 1889
  - élu dans la deuxième circonscription de Nice entre 1889 et 1894

### Au niveau local
- juin 1871 – janvier 1878 : conseiller municipal de Nice
- octobre 1871 – 29 août 1902 : conseiller général des Alpes-Maritimes (élu dans le canton de Sospel)
- 29 janvier 1878 – 9 mai 1886 : maire de Nice

## Distinctions
- Chevalier de la Légion d'honneur (novembre 1881)[1]